# Distrito de Lublin

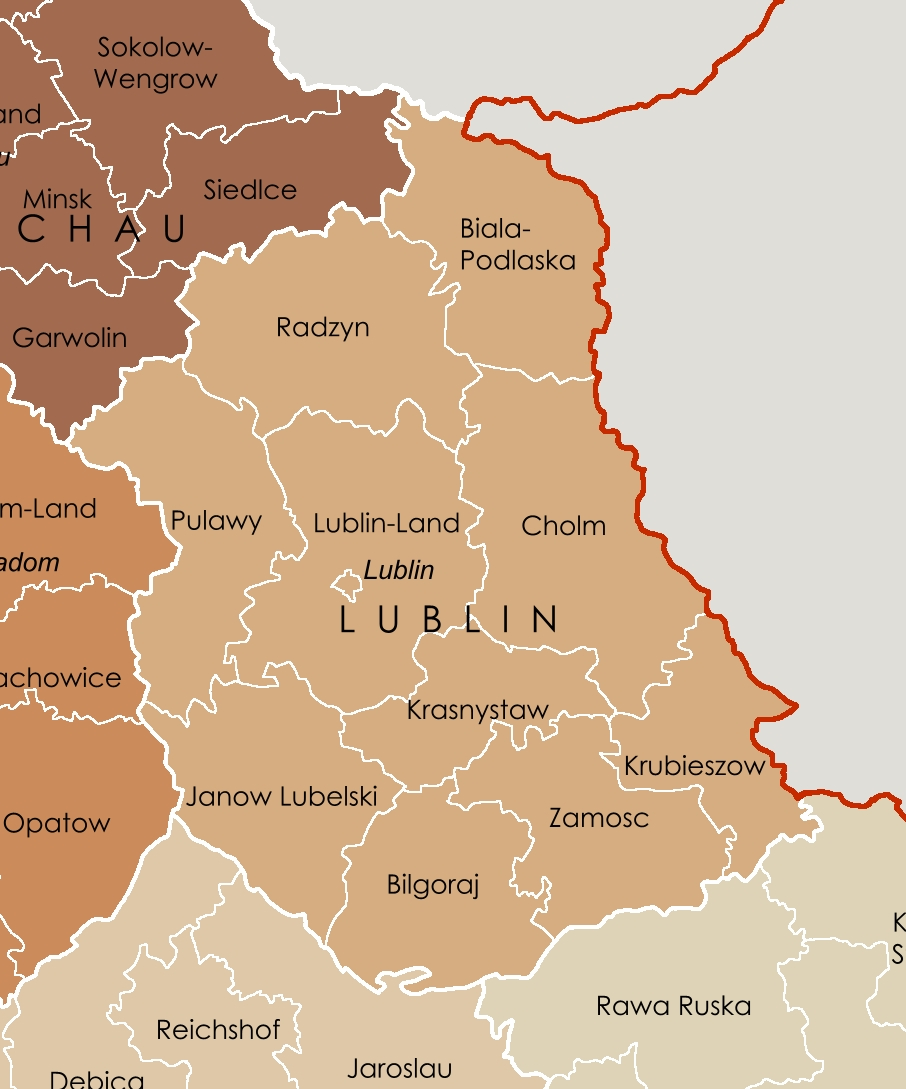
Mapa del Distrito de Lublin

El distrito de Lublin (en alemán: Distrikt Lublin) fue uno de los primeros cuatro distritos creados por los nazis en el Gobierno General de la Polonia ocupada por los alemanes durante la Segunda Guerra Mundial, junto con el distrito de Varsovia, el distrito de Radom y el distrito de Cracovia. Al sur y al este, inicialmente limitaba con la Unión Soviética. Después de la Operación Barbarroja, limitaba con el Reichskommissariat Ukraine al este y el Distrito de Galitzia al sur, que también formaba parte del Gobierno General.